# Dresina

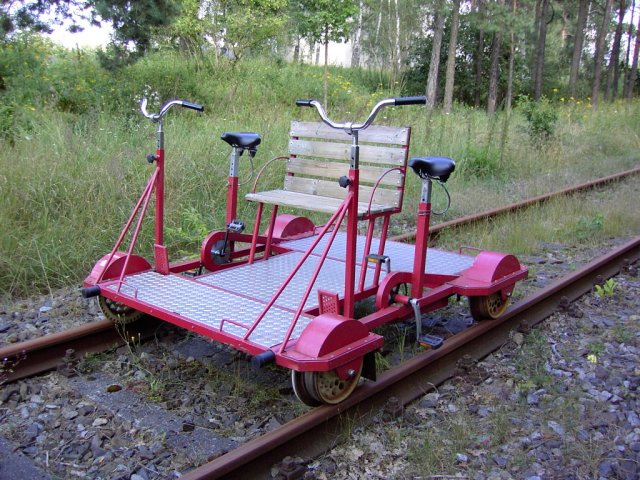
Dresina a pedals.

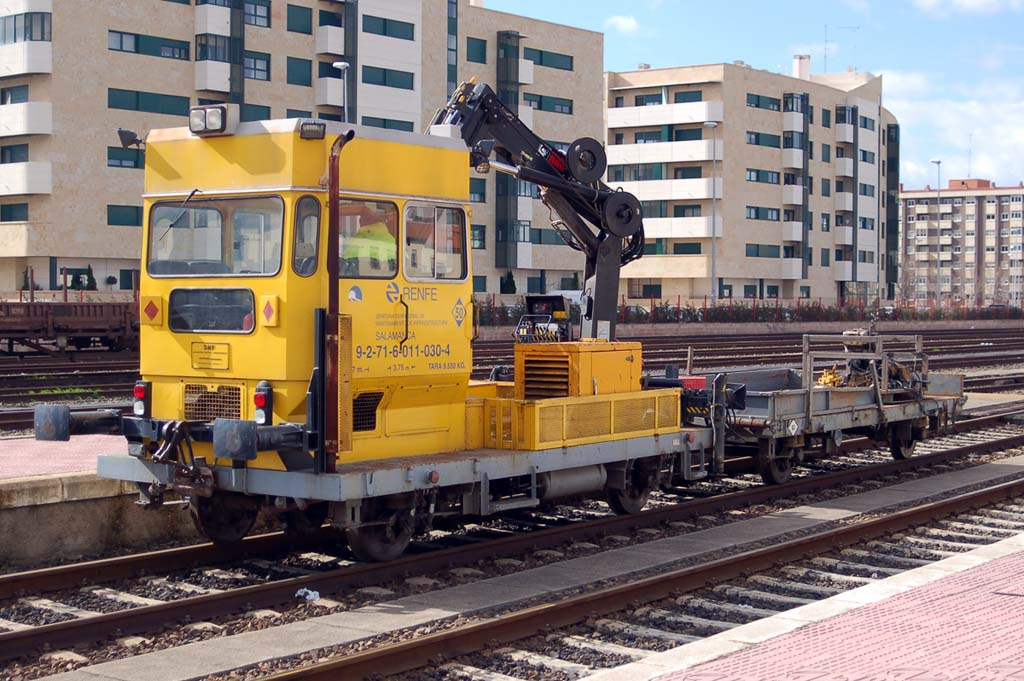
Dresina motoritzada minitren KLV a Salamanca.

Una dresina, també coneguda com a «guineu de via», és un vehicle ferroviari lleuger, conduït per personal propi del servei, equipat per transportar el personal i material necessari per a la conservació de les instal·lacions ferroviàries.
El terme epònim deriva del baró alemany Karl Christian Ludwig  Drais  von Sauerbronn, qui va inventar el primer vehicle de dues rodes, al que va batejar  màquina errant  (en alemany Laufmaschine),
Al parc motor hi ha una gran quantitat de fabricants i models, ja que s'adapten molt al treball a realitzar. Dins el conjunt caldria diferenciar entre "dresines de via" i "dresines d'electrificació", en funció de la seva especialització.

## Presència al Museu del Ferrocarril de Catalunya

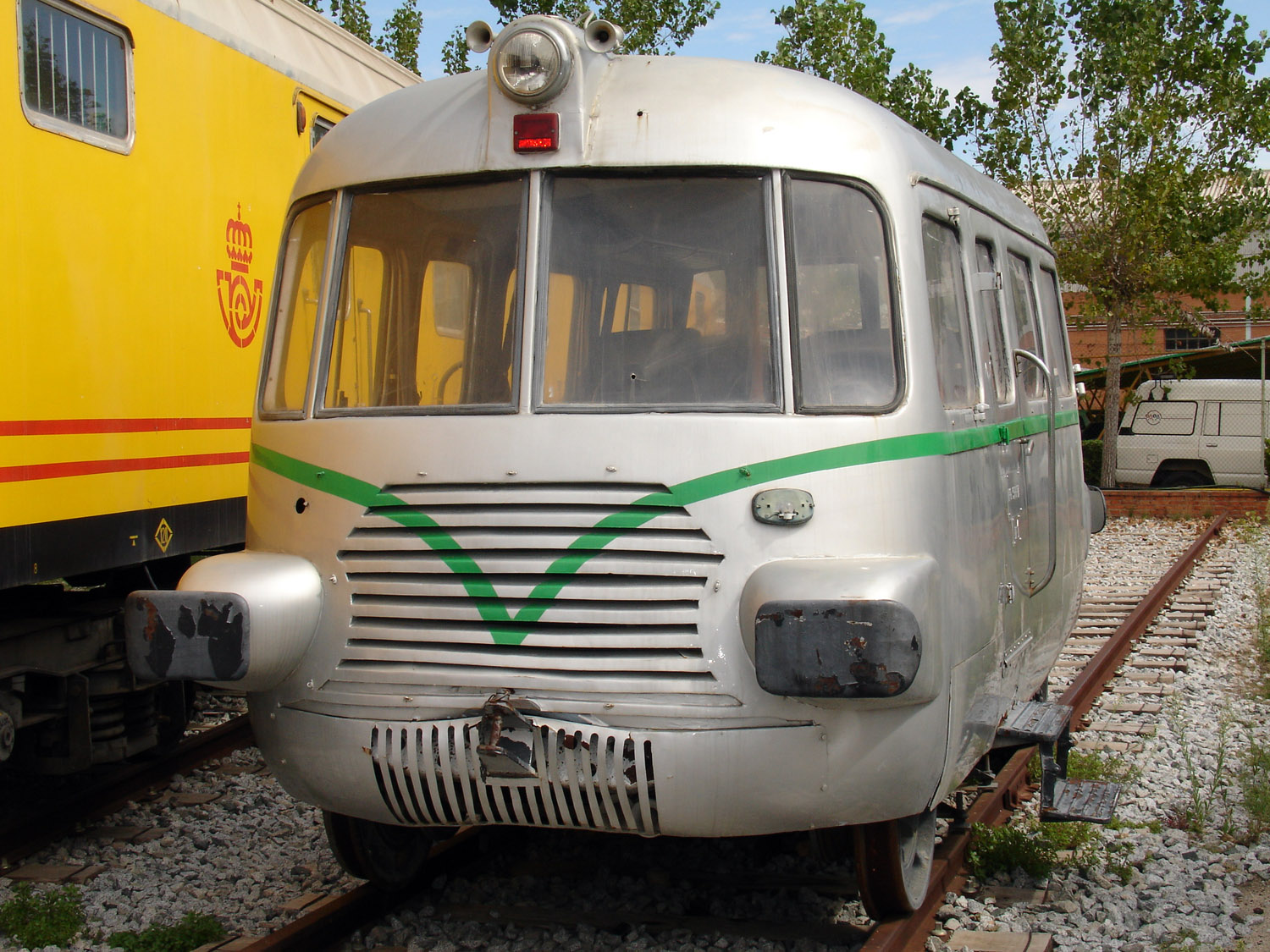
Dresina al Museu del Ferrocarril de Catalunya

Dins la col·lecció de vehicles del Museu del Ferrocarril de Catalunya, a la localitat de Vilanova i la Geltrú (Barcelona), hi ha vehicles automotor de "via i obres", com ara l'automotor Renfe 9165.
Aquesta dresina coneguda popularment com a ou per la seva peculiar silueta, és de construcció artesanal i utilitza la mecànica d'un motor d'automòbil. Va ser construït als anys 40 del passat segle, d'acord amb les necessitats del servei. Com moltes de les vagonetes de treballs que circulen per la xarxa, té la particularitat de no shuntar, és a dir, que per la mateixa configuració de vehicle lleuger és incapaç de tancar els circuits de via, pel que havia de circular a l'empara d'altre bloqueig que no fos l'automàtic. Peculiaritat exclusiva d'aquest vehicle, que solament pot circular en un sentit de circulació, és la possibilitat d'inversió del sentit de la marxa mitjançant un mecanisme hidràulic situat a la part central inferior i que, una vegada desplegat i emmordassat al carril en quatre punts, eleva el vehicle el suficient per a poder efectuar el gir manual sobre el seu propi eix, i canviar d'aquesta rudimentària forma el sentit de la marxa.

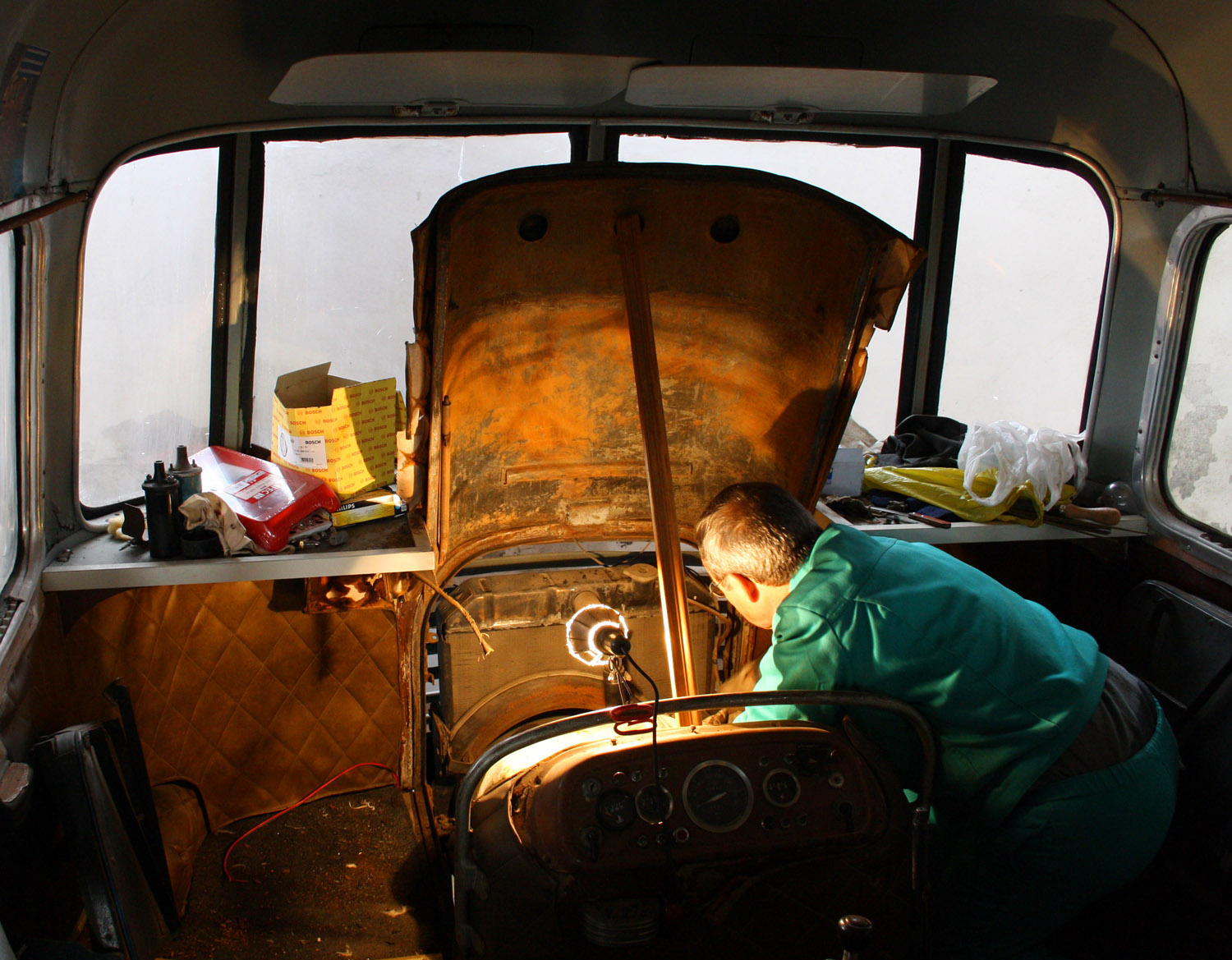
Tasques de restauració al Museu del Ferrocarril de Catalunya

L'aplicació dels nous motors de combustió interna al ferrocarril va ser més lenta i tardana que en l'automoció, ja que el vapor i la nova tracció elèctrica complien àmpliament les necessitats, mentre que les potències dels nous motors tèrmics eren insuficients per a les exigències de les locomotores. L'aplicació ferroviària d'aquesta tecnologia es va iniciar primer amb motors de benzina, introduïts a Espanya, per a via ampla, el 1913 als Ferrocarriles Vascongados. Aquests vehicles, molt petits i lleugers, van ser aviat substituïts per mecàniques dièsel, a causa de la seva insuficient potència i el major cost de la benzina enfront del gasoli. Es tractava de construir petits vehicles que reduïssin els cost d'explotació i poguessin competir amb automòbils i autobusos.
Als Estats Units, es fa servir diferent denominació entre les dresines motoritzades, anomenades speeders i impulsades a força humana què es coneixen com a handcars.

## Galeria

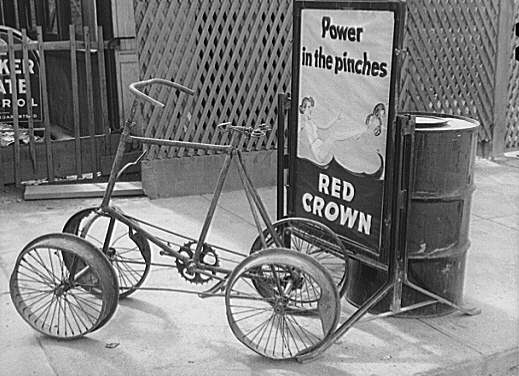
Dresina a pedals, en els primers dies va prendre el lloc de la més moderna d'accionament manual
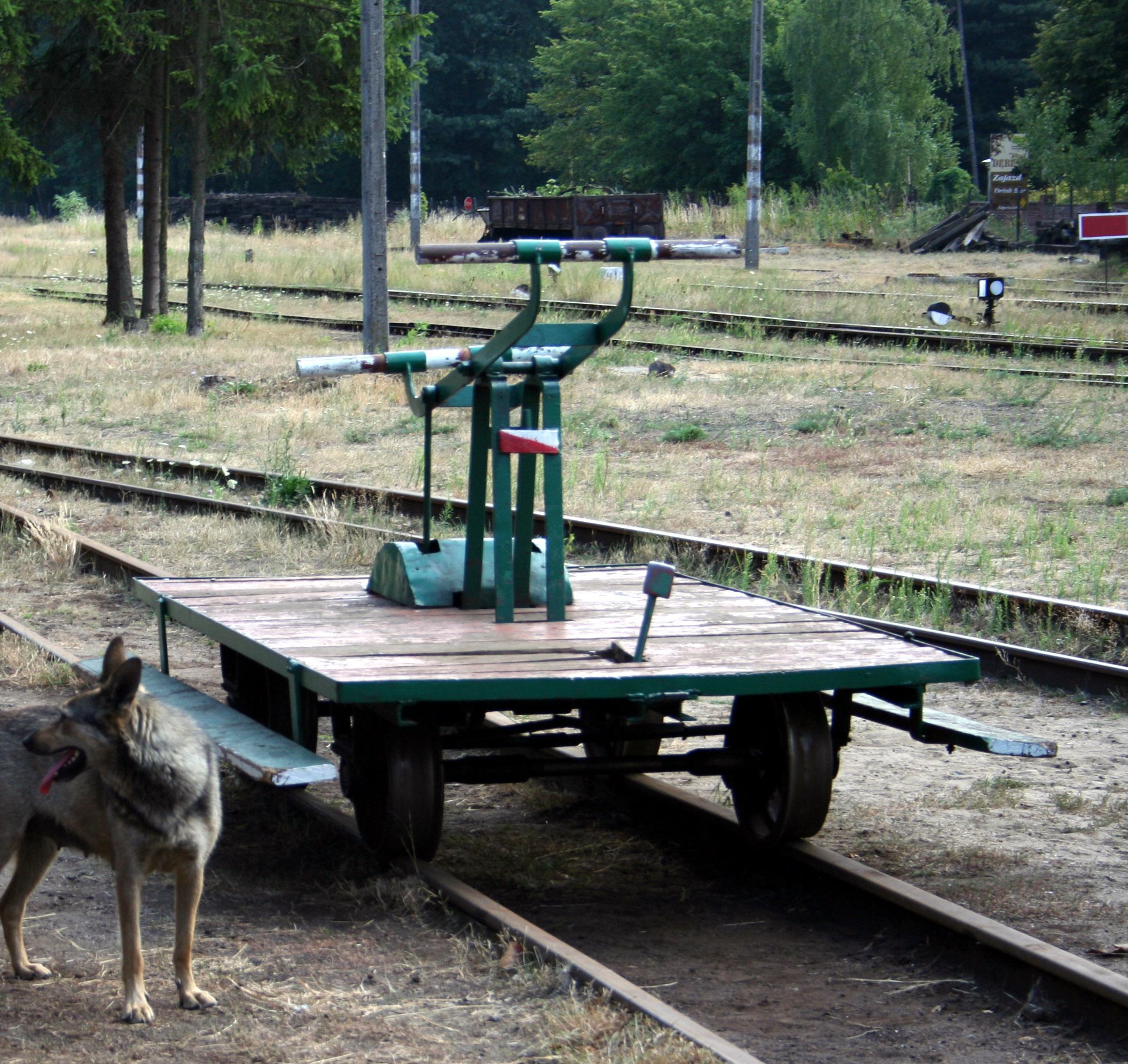
Dresina d'accionament manual (Guineu de bomba)
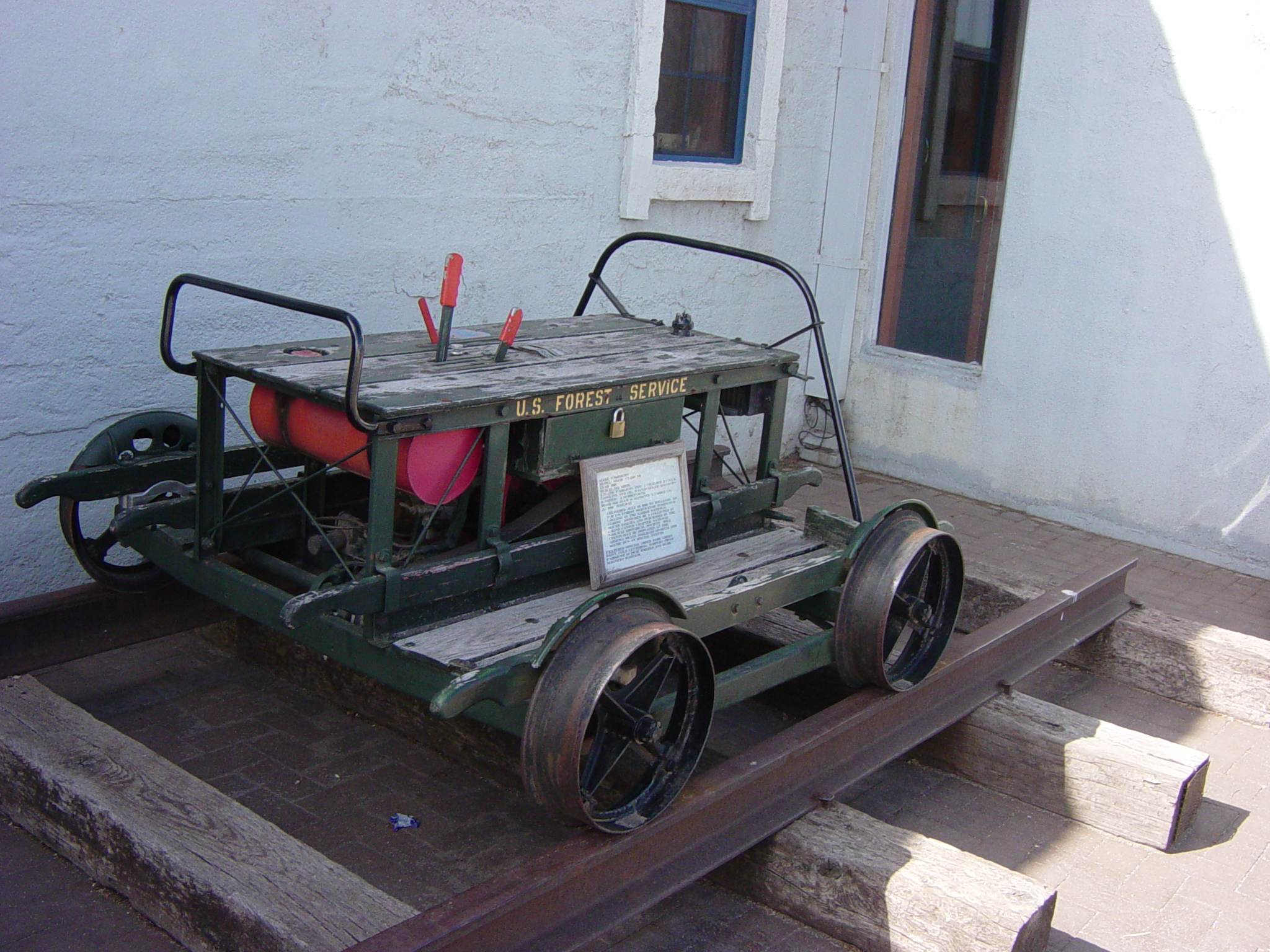
Dresina motoritzada
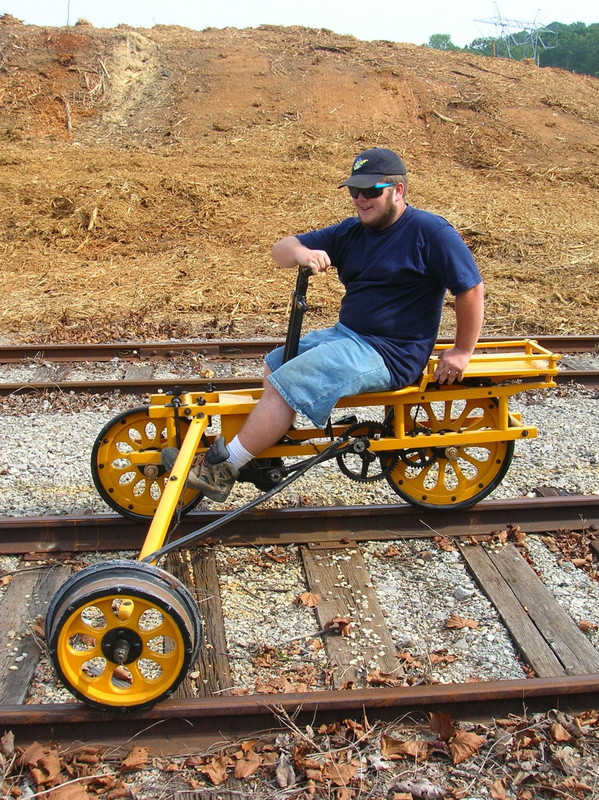
Dresina de tres rodes
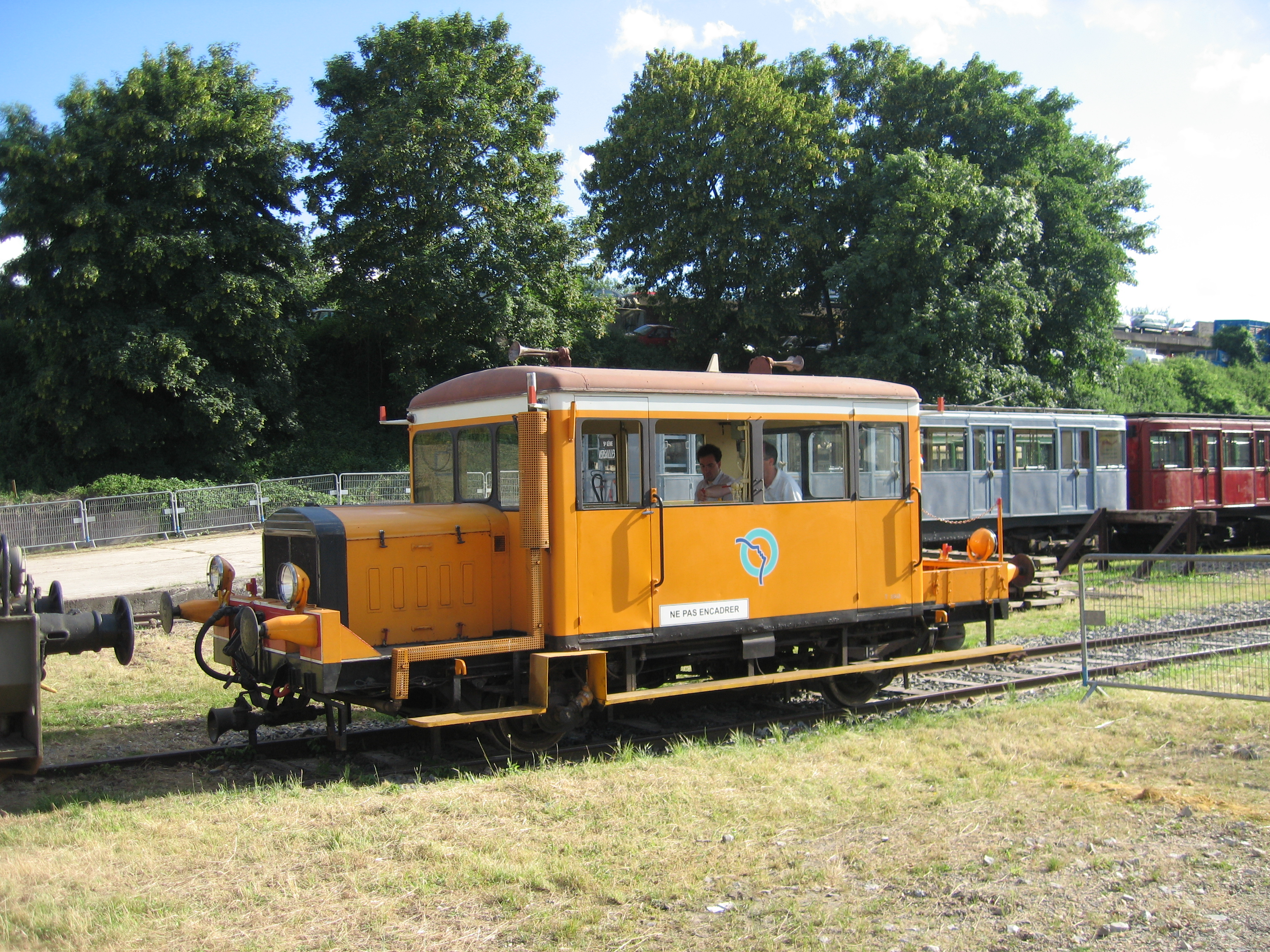
Dresina motoritzada tipus autorriel
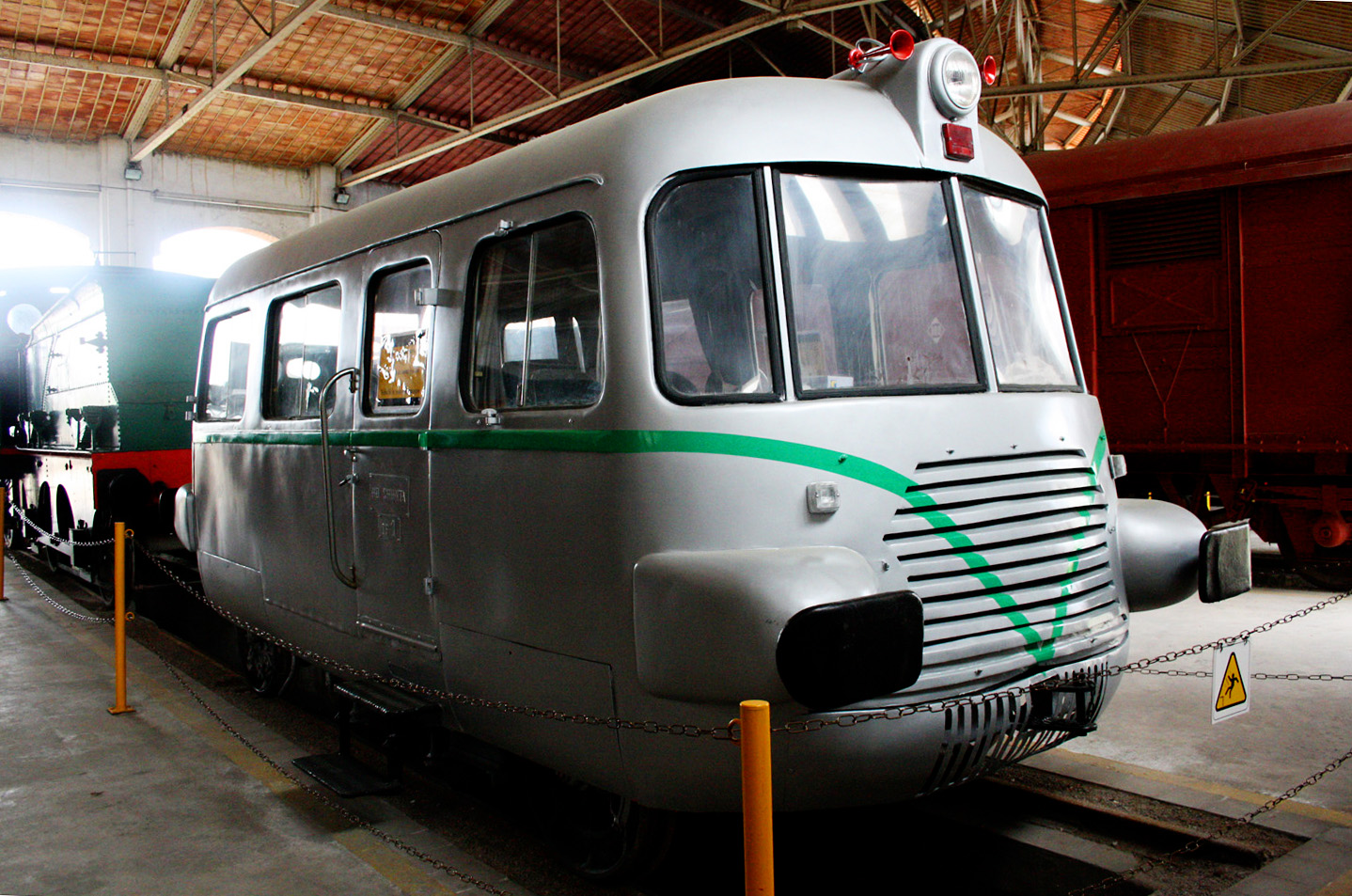
Dresina al Museu del Ferrocarril de Catalunya